# 박물관이 진짜 살아있다
《박물관이 진짜 살아있다》(Hurvinek a kouzelne muzeum, Harvie and the Magic Museum)는 체코에서 제작된 이나 예블라니코바 감독의 2017년 애니메이션, 모험, 코미디 영화이다. 장은숙 등이 주연으로 출연하였다.

## 출연

### 주연
- 장은숙
- 최원형
- 장경희
- 안종덕
- 변종필
- 이민하
- 조예신

### 조연
- 박영화
- 고성일